# غريت ميسندن (باكينجهامشير)
غريت ميسندن (بالإنجليزية: Great Missenden)‏ هي قرية و أبرشية مدنية تقع في المملكة المتحدة في باكينجهامشير.  يقدر عدد سكانها بـ 10,138 نسمة .

## أعلام
- روبرت روبنسون
- روالد دال
- لينا إكنشتاين